# 泰源事件
泰源事件，為1970年發生於臺灣臺東縣東河鄉泰源谷地泰源監獄的事件，其中參與者主要為臺灣獨立運動的政治犯、駐守該監獄的衛兵和當地原住民，當時還有人負責後續劫獄、搶佔廣播電台等工作，是一場有組織的武裝臺獨行動。但事件爆發後由臺灣警備總司令部統籌，聯合陸軍、憲兵、警察與當地原住民的協助下，外逃的參與者一一被捕獲。
中華民國政府稱其為「泰源暴動」，部份臺灣民主運動及臺灣獨立運動人士則稱其為「泰源起義」、或稱「泰源革命」。促進轉型正義委員會在檢視審判過程後認定此案違反憲法權力分立及審判獨立原則，屬應平復的司法不法案件，於2021年10月2日公告撤銷全數五人叛亂罪名。

## 簡史

### 背景

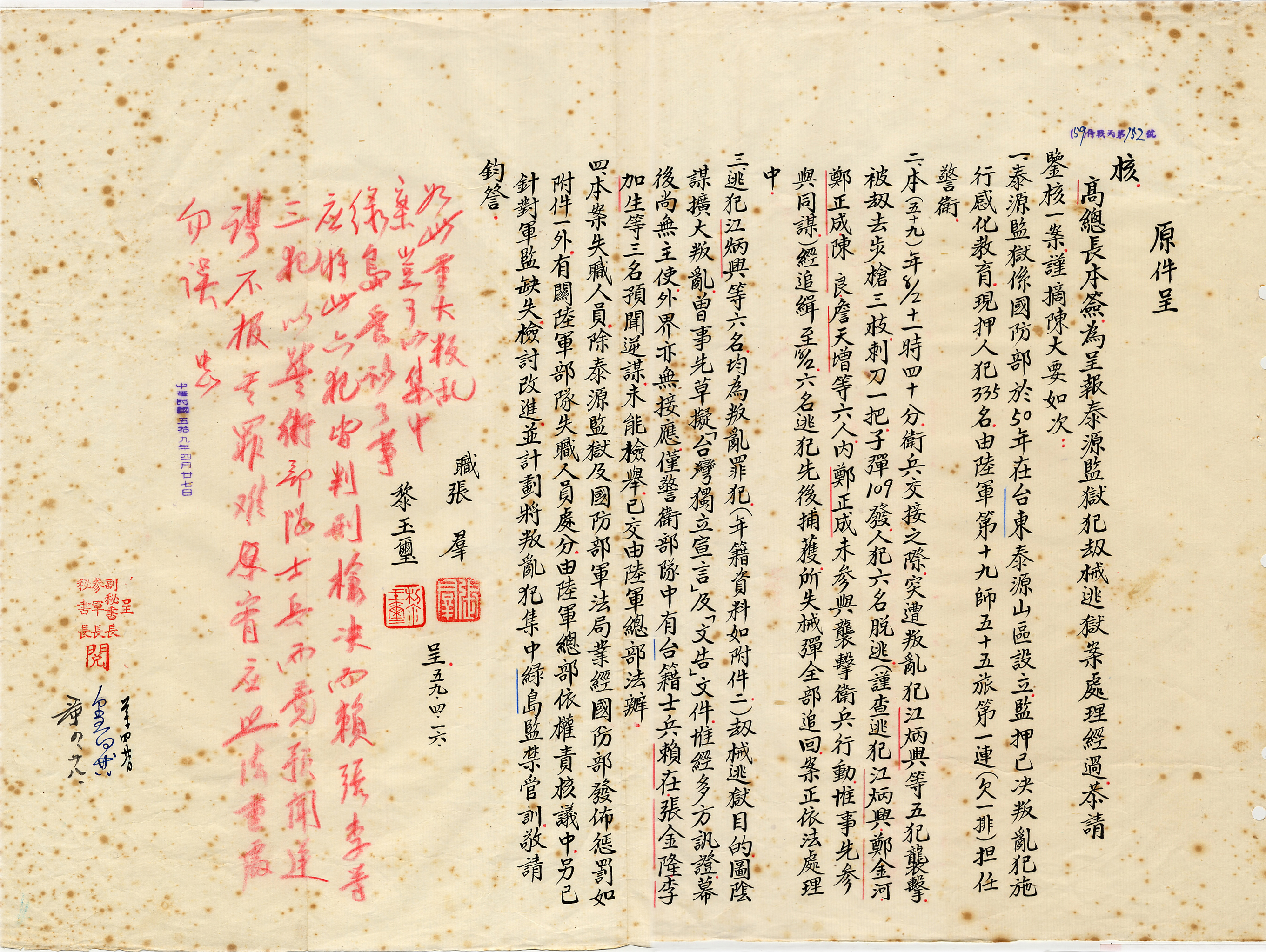
當年時任中華民國總統府秘書長張羣和中華民國總統府參軍長黎玉璽一級上將呈給時任中華民國總統蔣中正的公文。

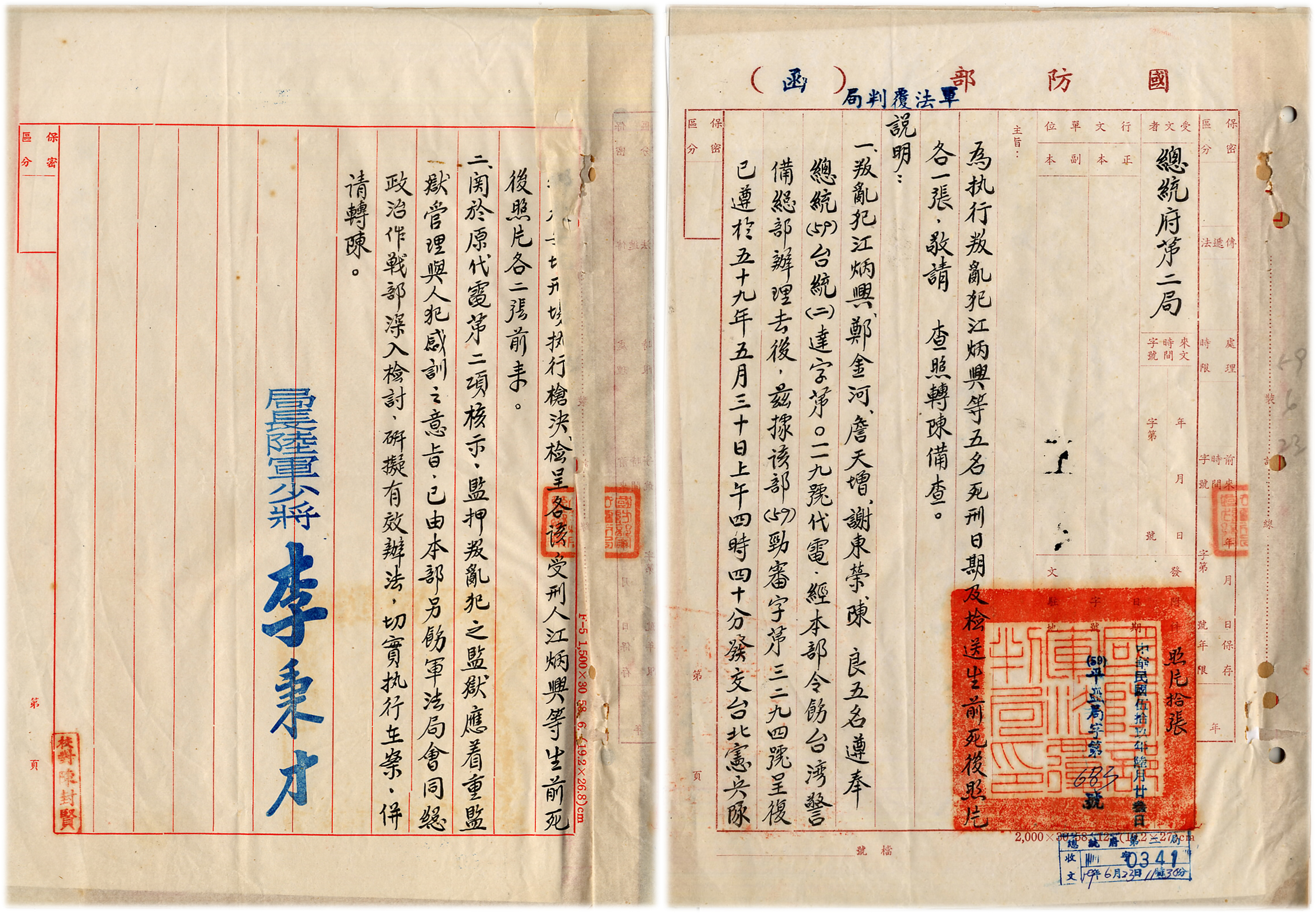
泰源事件發起者江炳興、鄭金河、陳良、詹天增、謝東榮事敗遭槍決後，中華民國國防部呈給中華民國總統府第二局公文，陳報五人執行槍決時間，與生前、死後照片。

當時泰源監獄收容許多台獨運動政治犯，而當廖文毅放棄台獨運動回台灣後，台獨運動開始陷入低迷:191。為了反駁蔣介石曾表示「台灣沒有政治犯，只有一小撮的失意政客在海外搞台獨:190」，開始有人認為必須採取行動，讓國際社會知道台灣有獨立運動的訴求:191。在這種背景下有一些台獨政治犯，計畫佔領監獄，其中又以鄭金河最為積極:220，但仍停留在討論階段，直到有陸軍官校背景的江炳興到來，才有具體規劃:238-239。
計畫由外役政治犯在監獄外發動，另拉攏同為外役犯的陳良、詹天增、鄭正成、謝東榮參與，釋放監獄內主張臺灣獨立的政治犯，爭取監獄警衛連的臺灣籍士官兵50人，以及當地的臺灣原住民青年等共120餘人，以「臺灣獨立」為目的，發動監獄革命，並奪取中華民國陸軍輕裝步兵師武器，占領廣播電台廣播預錄好的《臺灣獨立宣言書》，甚至奪取在台東的中華民國海軍軍艦，聯合原住民在山區打游擊，最終發動全島革命，推翻中華民國政府。

### 事件經過
原定計畫是在1970年2月1日行動，由鄭正成刺殺警衛連連長金汝樵，詹天增、謝東榮破壞通訊設施，陳良準備車輛接應，江炳興、鄭金河負責奪取河邊衛兵械彈:281。但鄭正成心生畏懼不敢行動:239；江炳興、鄭金河到河邊也未遇到衛兵，又發現警衛連門前官兵眾多，不易下手，所以眾人只得暫停行動:281。
到了2月8日，因此日為春節後第一個星期日，江炳興、鄭金河認為此時監獄管理較鬆懈，是再次行動的好時機:281，不過鄭正成因畏懼而先行逃往山區，其餘5人照常行動:281-282。當警衛連班長龍潤年率衛兵多人前來換班時，遭鄭金河以刀刺入腹部，之後又遭詹天增再補一刀:282；隨後鄭金河、謝東榮則奪取槍枝，並挾持衛兵前往警衛連奪取槍彈:64、282。但因被刺傷的龍潤年大聲呼叫，江炳興、陳良、詹天增只得逃走，加上之前衛兵王義趁亂前往連部通報，警衛連輔導長謝金聲遂率士兵前來而遇見鄭金河、謝東榮:64-65。謝金聲要求鄭金河、謝東榮2人還槍，但因少校監獄官陳明闙也帶隊趕來下令包圍:338、368，鄭、謝2人只得逃走:64。

### 搜捕與審判
泰源事件發生後，參謀總長高魁元令臺灣警備總司令部成立聯合指揮部，由警總副總司令戴樸中將兼任指揮官:67，實施泰源演習，聯合陸軍、憲兵、警察展開搜捕:67。演習期間總共動員陸軍第19師、第10師、預5師及憲兵共27934人，以及警察、原住民青年、後備軍人共34233人:68，同時將懸賞獎金定為通風報信者每名2萬元、緝獲者每名4萬元:67，並於2月13到18日先後逮捕鄭金河等6人:68。
國防部軍法局原計畫將獄中其他叛亂犯移綠島監禁感訓，時任中華民國總統蔣中正誤解為本案被告的刑事處份，親筆以紅字批示「如此重大叛亂案，豈可以集中綠島管訓了事」，要求槍決。2019年中華民國監察院通過監察委員王美玉的調查報告，指出中華民國國防部早於蔣中正批示前作出已核准6名被告之覆判判決，並未照批示而改變原判決。1970年5月判決，警衛連衛兵賴在因知情未報被判無期徒刑:144-145，而陸軍19師55旅1營1連因負責擔任泰源監獄警衛部隊，包含旅長在內亦有10人遭懲處:87-89。鄭金河、陳良、詹天增、謝東榮、江炳興等5人判處死刑，5月30日槍決。鄭正成則因其他5人都說他是被他們所綁架而判刑15年6個月。本來還應該牽連到該監獄一半的政治犯和當地原住民，但因鄭金河等5人緊守口風，再怎麼刑求都說這件事是他們個人所策劃，才沒有連累其他人。鄭金河等五人後被獨派稱為「泰源五烈士」。

## 爭議
泰源事件後不久，所有政治犯都在陸海空嚴密監視下被移拘到綠島綠洲山莊關押，這就是從新生訓導處、泰源監獄、到綠洲山莊的廣義人權紀念園區的由來。
2013年，中國人民解放軍總政治部聯絡部於北京西山国家森林公园建設的無名英雄廣場落成，此為中华人民共和国方面所稱為紀念中共中央派來台灣而被處決的1100名地下工作者。無名英雄紀念碑中的846人名單中包含泰源事件的五名犧牲者。因為中國人民解放軍設置的無名英雄紀念碑名單包含台灣獨立運動人士、中國國民黨內派系鬥爭犧牲者，以及循非共與反共路線抗爭的犧牲者，因此無名英雄紀念碑名單的正確性有爭議。
2020年11月30日，將泰源事件中爭取台灣獨立的五名受難者視為烈士的施明德在臉書發文質疑，促進轉型正義委員會一直將泰源五烈士視為叛亂犯，認為民主進步黨兩度執政未曾真正禮拜過台灣烈士。2020年12月2日，促轉會主任委員楊翠接受周玉蔻主持的Hit Fm聯播網節目《周玉蔻嗆新聞》專訪時澄清，促轉會已平反泰源五烈士，姓名可見於目前總計5874人的促轉會撤銷刑事有罪判決公告；促轉會曾邀請施明德出席刑事有罪判決撤銷儀式，但施明德當時表示沒空、無法前往。但施明德文化基金會董事長陳嘉君（施明德之妻）在臉書發文表示，促轉會發給泰源事件五位烈士的「那一張沒有任何意義的平反證書」，是給這五個人第一次成為政治犯的第一案。陳嘉君認為，泰源五烈士歷經戒嚴時期不當叛亂暨匪諜審判案件補償基金會和促轉會，他們仍然是國家的叛亂罪犯，而不是奠定國家最高道德基礎的烈士。

## 遺書
|                          | 等待，唯有死亡；祈求和平，唯有被侮辱；低聲下氣懇求諒解，唯有被譏笑；盼望正義援助，唯有被誤解我們甘願被奴隸。國際間並沒有正義存在，相反的，強權正被歌頌，我們在一切希望都消失時，只好正告國際人士，我們並不是缺乏勇氣，我們並不是貪生怕死，我們現正遵從你們歌頌的方法，追求我們台灣的完整獨立，追求我們台灣民眾的自由與幸福，……，我們並不準備讓你們歌頌，但求苦難的同胞，不再被壓迫與奴隸，求世人對我們苦難的同胞，賜給他們獨立、自由與幸福，我們深信壓迫與奴隸存在時，自由與幸福等於奢談。唯有壓迫與奴隸消失時，自由與幸福得以保障，人權得以伸張，世界能夠和平。 |
| ——江炳興、陸官正33期學生 | |

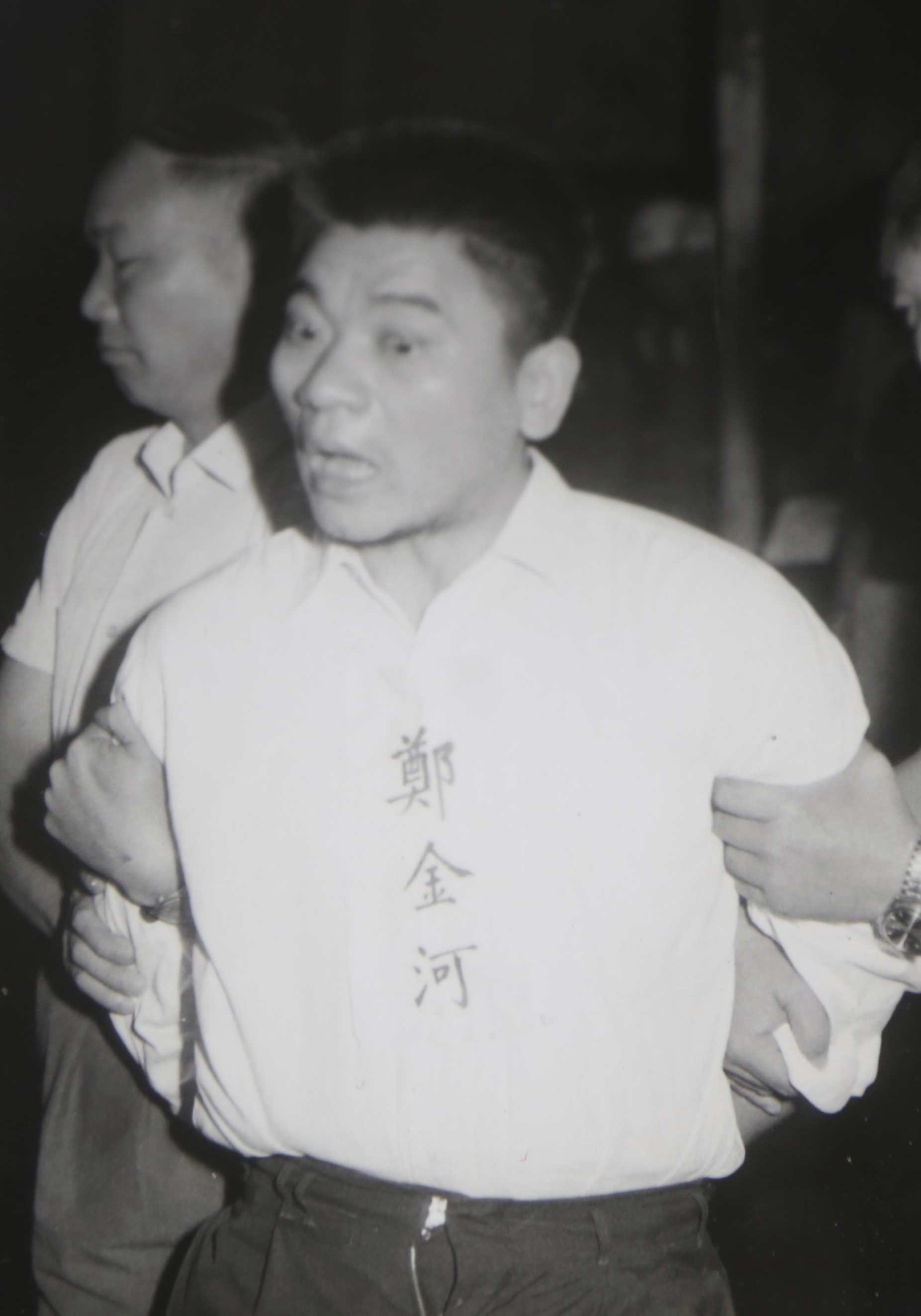
鄭金河（1938-1970）
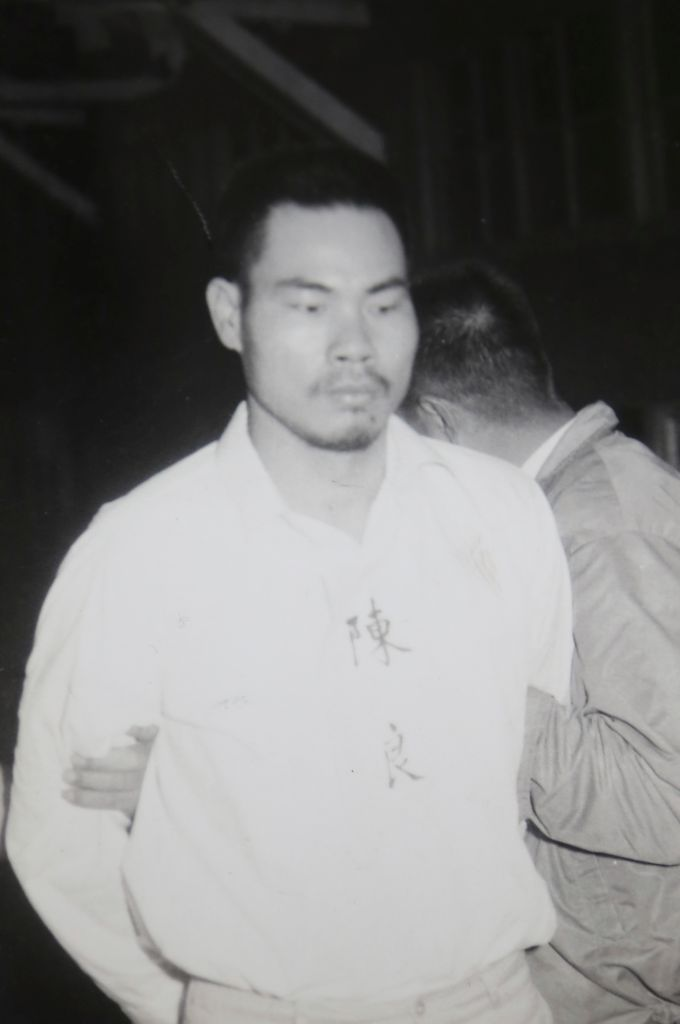
陳良（1938-1970）
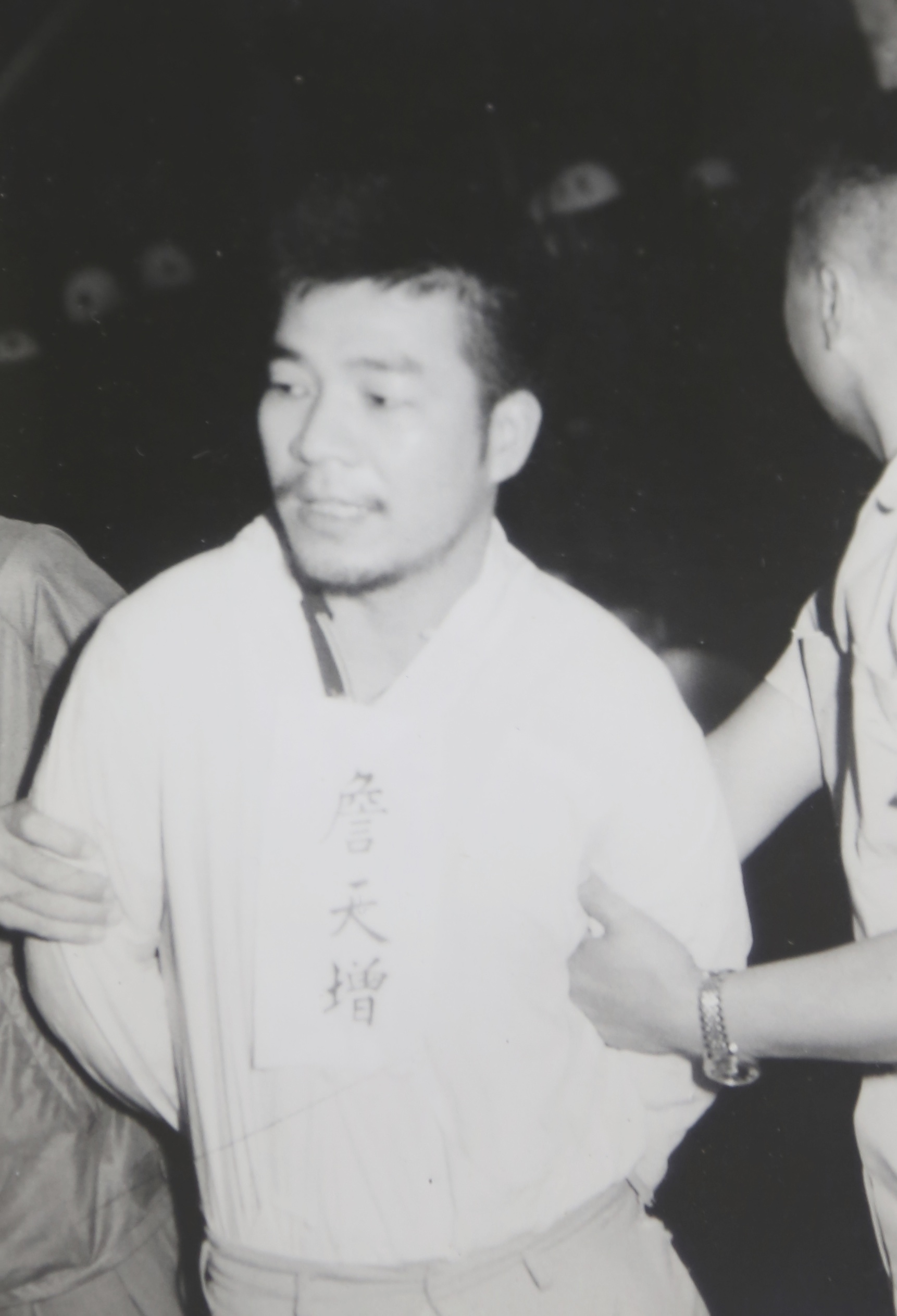
詹天增（1938-1970）
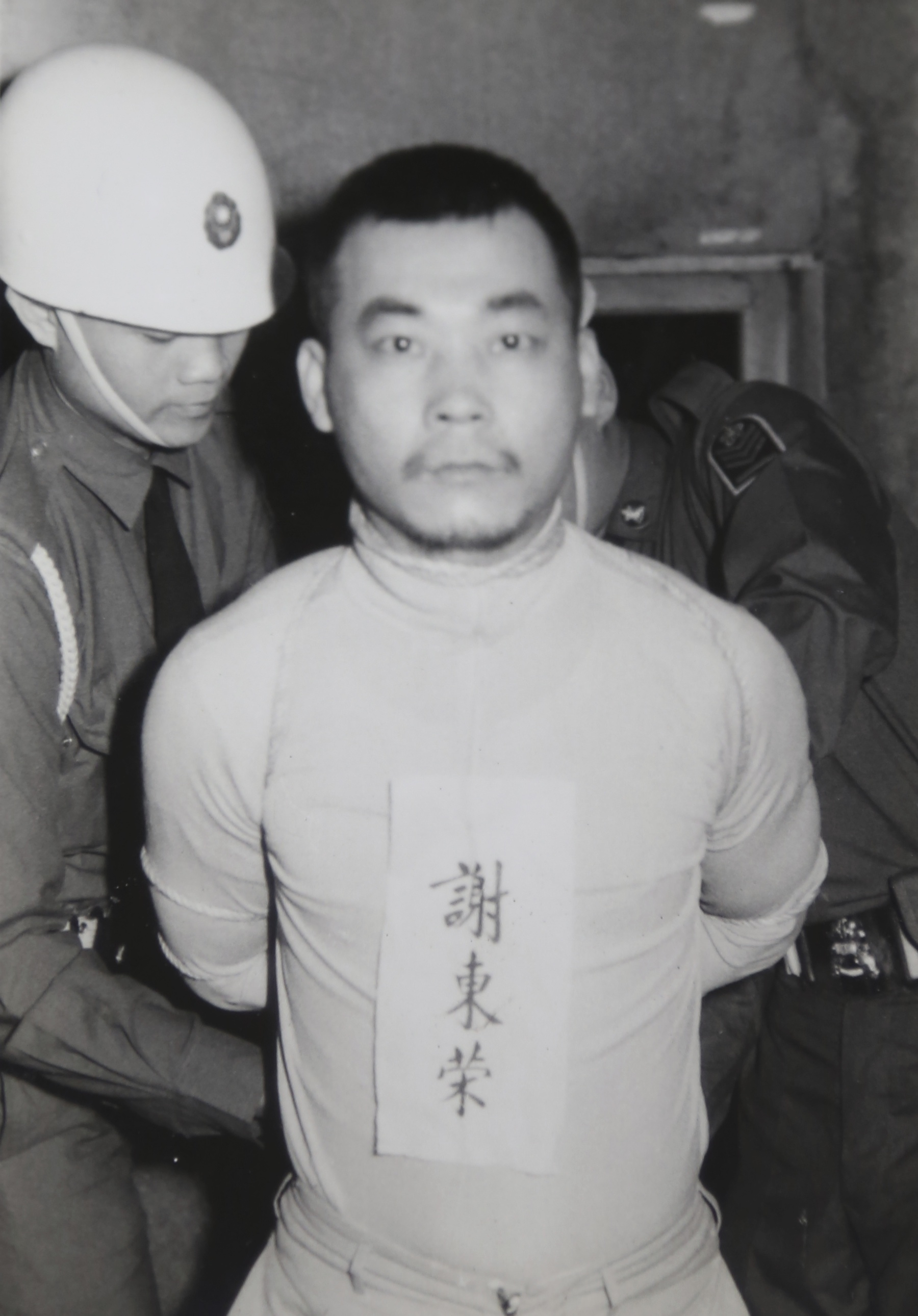
謝東榮（1943-1970）
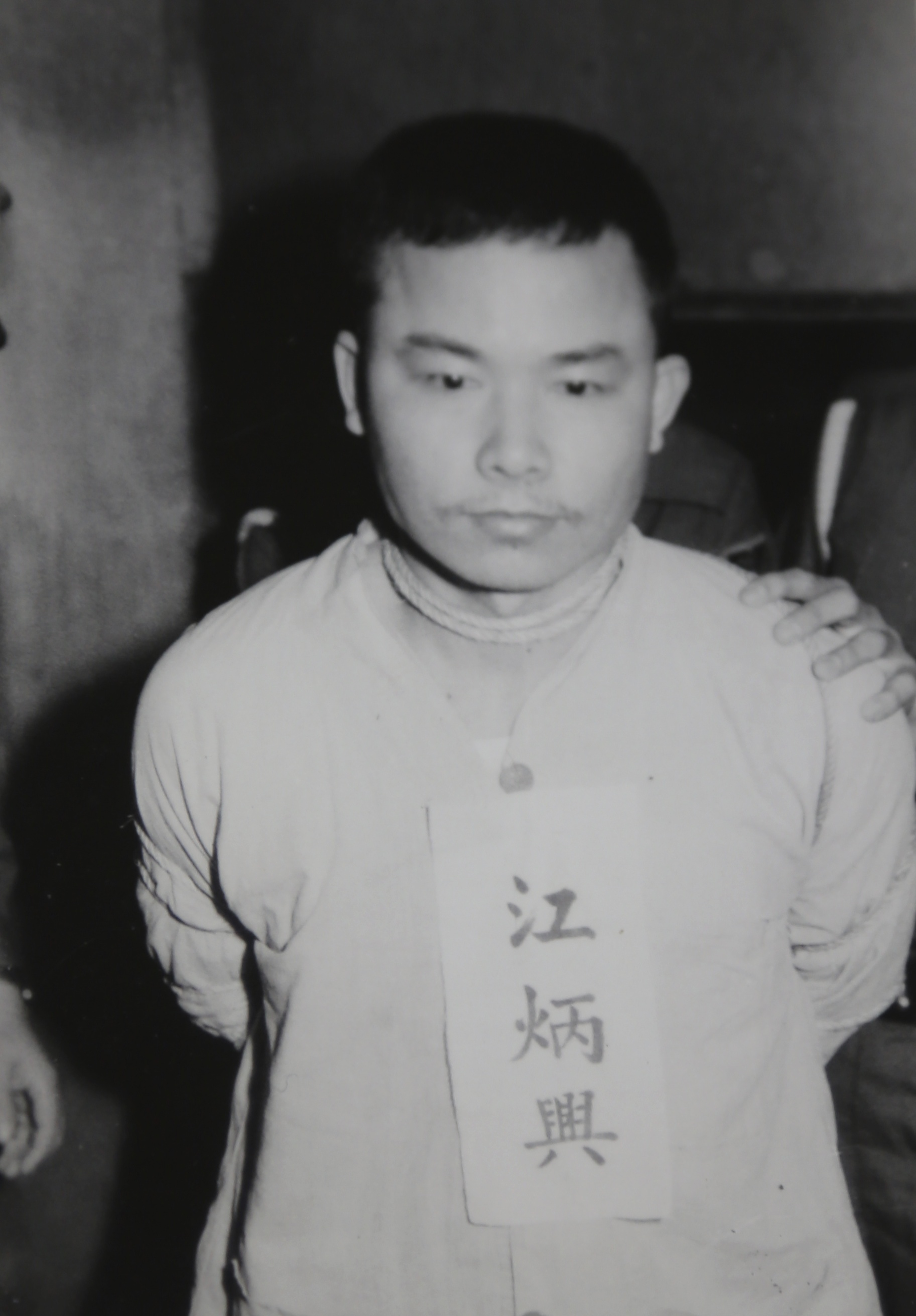
江炳興（1939-1970）

## 相關史料及文獻
- 監察院調查報告《1970後山風雲：未竟的泰源革命》
- 中央研究院近代史研究所《口述歷史》編輯委員會，2002，口述歷史期刊：第十一期（泰源監獄事件專輯） （页面存档备份，存于）。台北：中央研究院近代史研究所。
- 高金郎，1991，《泰源風雲》。台北：前衛出版社。
- 柯旗化，2008年，《台灣監獄島：柯旗化回憶錄》。第一出版社（群學出版經銷）。

## 外部連結
- 泰源事件真相調查小組
- 臺灣歷史辭典：泰源事件
- 泰源台獨革命 新書還原真相 （页面存档备份，存于）, 自由時報, 2011-7-4
- 泰源革命五烈士殉難41週年追思會&火種新書發表 （页面存档备份，存于）, PeoPo公民新聞, 2011.05.31
- 施明德, 敬泰源事件烈士 （页面存档备份，存于）, 蘋果日報 (台灣)
- 施明德, 當獨裁是事實 革命就是義務 （页面存档备份，存于），聯合報
- 泰源事件三十二週年[永久], 新台灣新聞周刊, 2002/05/22
- 史明：台灣獨立建國運動第一件武裝起義 - 泰源革命五烈士殉難41周年追思會 （页面存档备份，存于）
- 陳嘉君, 敬烈士/泰源革命國家檔案 （页面存档备份，存于）, 紀念美麗島事件30週年Blog
- 1970/2/8 泰源武裝起義事件 （页面存档备份，存于）